# AINS – Anästhesiologie, Intensivmedizin, Notfallmedizin, Schmerztherapie
AINS – Anästhesiologie, Intensivmedizin, Notfallmedizin, Schmerztherapie (kurz AINS, frühere Eigenschreibweise auch ainS) ist eine medizinische Fachzeitschrift des Georg Thieme Verlags, Stuttgart (Thieme Verlagsgruppe). Der Themenbereich deckt alle Teilgebiete der Anästhesiologie ab. Es können CME-Punkte für Ärzte im Rahmen ihrer vorgeschriebenen, medizinischen Fortbildung erworben werden.
AINS erscheint zwölfmal pro Jahr (zwei Doppelnummern). Die Printauflage beträgt 5.800 Stück. Alle Inhaltsverzeichnisse sowie die Abstracts der einzelnen Artikel sind kostenlos online bei den E-Journals abrufbar. Die Vollversionen der Artikel können dann gebührenpflichtig bestellt oder im gebührenpflichtigen Online-Abonnement kostenlos heruntergeladen werden. Auch die Bereitstellung von Sonderdrucken zu Schulungszwecken ist möglich.
Die Zeitschrift ist Organ der Deutschen Gesellschaft für Anästhesiologie und Intensivmedizin (DGAI) und der Österreichischen Gesellschaft für Anästhesiologie, Reanimation und Intensivmedizin (ÖGARI).
Herausgeber sind: Michael Adamzik, Götz Geldner, Thomas Hachenberg, Wolfgang Koppert, Gernot Marx, Norbert Roewer, Jens Scholz, Claudia Spies, Hugo Van Aken, Hinnerk Wulf, Kai Zacharowski. Die Redaktionsleitung hat Ulrike Watermann, Redakteurin ist Anna-Luise Vogel.
Frühere schriftleitende Herausgeber waren unter anderem Gunter Hempelmann und Jochen Schulte am Esch.